# Avenida José Granda
La avenida José Granda es una avenida del distrito de San Martín de Porres, en la ciudad de Lima, capital del Perú. Su nombre es en homenaje al ingeniero peruano José Granda.

## Recorrido
Se inicia en la intersección del jirón Nicolás de Piérola con la avenida Eduardo de Habich, tomando el trazo de la segunda vía. Durante este tramo. comparte el trazado con la avenida Lima hasta que se bifurcan cerca al Instituto Tecnológico Público Luis Negreiros Vega. Al atravesar la avenida Universitaria, se encuentra hitos urbanos como la Institución Educativa Emblemática José Granda. Al intersecar la avenida 12 de octubre, se pueden observar zonas residenciales y comerciales. Finalmente, cruza la avenida Condevilla donde termina su recorrido. Posteriormente, la avenida Los Dominicos sigue su trazado.